# Funky Jet
Funky Jet è un videogioco del genere picchiaduro a scorrimento orizzontale con ambientazione cartoon prodotto nel 1992 da Data East Corporation e pubblicato in licenza all'estero da Mitchell Corporation.
Il giocatore controlla un pugile senza nome che, armato di jet pack e guantoni, affronta numerosi nemici in diversi scenari.

## Trama
Il gioco non presenta una vera e propria trama.
Terminato il gioco, non vengono elencati i crediti e non viene fornita una spiegazione del gioco; appare solamente una foto rappresentante i due protagonisti, seduti sul bordo di un precipizio, che si godono la loro vittoria festeggiando con delle bibite.

## Modalità di gioco
Lo stile di gioco di Funky Jet è bidimensionale, limitato allo scrolling del personaggio lungo il corridoio del livello. Le azioni di gioco sono essenzialmente due: movimento e attacco. Nella versione Giocatore Singolo si può scegliere tra due personaggi, entrambi ragazzi e con lo stesso equipaggiamento. L’unica cosa che li distingue è il colore delle loro tute: blu per uno e verde per l’altro.
Grazie al jet pack il protagonista è in grado di volare in aria in diverse direzioni e di colpire e schivare più agevolmente i nemici. È presente una barra di energia in alto a sinistra dello schermo, caratterizzata da tre diversi colori (blu, giallo e rosso) che identificano la quantità di energia rimanente. L'energia può essere ripristinata, in parte dopo aver sconfitto i nemici, e completamente dopo il superamento di ogni livello.
Il gioco possiede una modalità Giocatore Singolo e Multigiocatore. Nella modalità Multigiocatore, due giocatori possono condividere lo stesso spazio di gioco, impersonando i due protagonisti e superando insieme tutti i livelli.

## Scenari e livelli
All'inizio del gioco si presenta una schermata con sei tipi diversi di stage, ognuno dei quali è caratterizzato da scene, nemici, boss, e punteggi differenti. Per completare ogni scena si hanno a disposizione 40 secondi.
| Stage | Punteggio | Numero di Scene |
| ----- | --------- | --------------- |
| 1     | 5000      | 5               |
| 2     | 10000     | 5               |
| 3     | 15000     | 6               |
| 4     | 20000     | 6               |
| 5     | 25000     | 7               |
| 6     | 30000     | 8               |

Una volta superati i normali stage, ne esiste uno segreto che vale 50000 punti e in cui sono presenti 9 scene all’interno delle quali il personaggio combatte di nuovo contro tutti i nemici e boss affrontati in precedenza.
Le scene dei diversi stage sono caratterizzate da un numero massimo di punti che si possono raggiungere, ai quali si potrà aggiungere il punteggio bonus,  ottenuto completando in tempo record ogni scena.
Il punteggio bonus del tempo è calcolato come numero di secondi rimanenti x 100 punti.
Nel livello finale di ogni scenario è presente un boss da sconfiggere, senza però l'ostacolo del tempo.

## Mosse speciali
L'attacco principale del personaggio è il pugno.
Il protagonista può sferrare due tipi di pugno: 
- il primo viene sferrato ogni volta che si tocca il pulsante; schiacciandolo più velocemente si genererà un pugno più potente, in grado di abbattere anche i nemici più resistenti.
- il secondo è un pugno roteante che è capace di scaraventare i nemici dal lato opposto rispetto a quello del protagonista e, colpendo altri nemici, è in grado di generare un effetto a catena, grazie al quale può liberare completamente l'area e far guadagnare punti extra.

Dopo aver sconfitto i nemici, questi possono lasciar cadere a terra una specie di missile. Collezionandone 5 il personaggio eseguirà una mossa speciale con il suo jet pack, con il quale sarà in grado di abbattere gli avversari volando sopra di essi.